# 日本駐中華民國大使館
日本國駐中華民國大使館（日语：／ Zai Chūka Minkoku Nihonkoku Taishikan），簡稱日本駐華大使館，是日本曾在中華民國設置的大使館。該大使館在中華民國大陸時期曾於南京市辦公，留有日本駐南京大使館舊址，後因中華民國政府遷臺及《中華民國與日本國間和平條約》簽署而在臺灣臺北市復設，直至1972年兩國斷交為止。

## 歷史

### 清代
1873年11月24日，日本在大清北京設置「日本帝國駐清國公使館」（在清国日本帝国公使館）。

### 中華民國大陸時期

日本驻南京大使馆旧址

中華民國成立後公使館成為「日本帝國駐中華民國公使館」（在中華民国日本帝国公使館），中華民國定都南京市後遷往南京市。公使館時期，有多次提案建議將其升格為大使館以改善華日關係。1935年5月17日，公使館在日本外務大臣廣田弘毅主持下升格為「日本帝國駐中華民國大使館」（在中華民国日本帝国大使館）。同時廣田建議英国、法國、美国、德國也將駐華公使館升格為大使館，得到各國同意。然而日本軍部強烈反對對華和解，並強化華北分離工作。廣田受此影響，提出廣田三原則，硬化對華態度，令中華民國行政院院長汪精卫等國民政府親日派受挫。

#### 中日戰爭、兩國斷交
1937年七七事变後，大使館撤銷。同年12月日本军攻下南京市後，日本將「日本帝國駐南京總領事館」（在南京日本帝国総領事館）遷至大使館舊址。

#### 與南京汪精衛政權關係
1940年3月30日，親日派汪精衛在南京市另建國民政府，與自南京市遷至陪都重慶市抗日的蔣中正國民政府分離。之後日本在原址復設大使館，並將總領事館遷出。大使館一直營運至1945年8月15日日本向同盟國投降，結束對華戰爭。戰後館舍被國民政府沒收，用作外交部宿舍。

### 戰後

#### 駐臺北日本政府在外事務所
終戰後，日本進入盟軍佔領時期，日本駐外使領館悉數裁撤，惟1950年2月始獲美國許可而設立日本政府在外事務所作為日僑僑務、商務處理機構:274。同年4月19日，《日本政府在外事務所設置法》（昭和25年法律第105號）公布並同時施行，成為日本復設駐外機構的法源。日方並於該年9月向遷至臺灣的中華民國政府提出在臺灣派駐代表之要求，中華民國行政院遂於1951年1月17日透過院會決議核准日本代表駐臺，兩國並於同年10月1日同時公布日本政府在外事務所在臺設置之消息:274。
1951年11月17日，「駐臺北日本政府在外事務所」（在台北日本政府在外事務所）於臺北市中山北路二段109號正式開館，正副所長分別為木村四郎七和中田豐千代。該事務所具有核發日本護照等政府機能:274-275。1952年2月1日，日本駐臺事務所經臺方同意後，得以擴大館務、並獲得與中華民國政府直接行文、使用外交密電碼及外交郵袋等權限:274-275。

#### 日本駐中華民國大使館在臺復館
1952年4月28日，日本與中華民國簽訂《中華民國與日本國間和平條約》，條約並於同年8月5日批准換文生效:276。同年12月26日，日方在臺北設置「日本國駐中華民國大使館」，日本政府駐臺北在外事務所隨之裁撤，中山北路二段109號的事務所舊址轉為大使館第一代館址使用。大使開館後的第一代日本大使為芳澤謙吉，原在外事務所所長木村四郎七亦轉調至大使館服務，與清水董三同時擔任使館參事:276。
1956年，日本大使館遷至中山北路三段25號的第二代館址:276。1963年4月1日，與「日本國駐臺北總領事館」（在台北日本国総領事館）合署辦公。至1972年大使館閉館之前，末代館址為城中區濟南路二段34號。

#### 斷交閉館
1972年9月29日，日本與中華人民共和國建交，並與中華民國斷交，之後雙方互設的大使館與總領事館都遭廢止。斷交後，日本在臺灣設置了實質大使館「交流協會」（現日本台灣交流協會）。